# Pablo Caballero Cáceres
Pablo Leonardo Caballero Cáceres (Encarnación, Paraguay, 25 de junio de 1972) es un exfutbolista y actual entrenador paraguayo que jugaba de delantero.

## Vida personal
Hijo de Leonardo Caballero Sosa y Selva Ignacia Cáceres Cuella, pertenecientes a familia tradicional del desaparecido barrio San Blas de Encarnación, lugar donde vivió junto a sus hermanos, Pedro Alberto Caballero, Graciela Ignacia Caballero, Blanca Beatriz, Eduardo Javier Caballero.
Estudió en el Centro Regional de Educación de Encarnación, culminando sus estudios secundarios en el Colegio Clementina Irrazabal,  donde conoció a Sonia Lucia Cristaldo Aguirre con quien contrajo matrimonio, cuando su hija Camila Belén estaba por nacer, Pablo fue contratado por un equipo de México, su segundo hijo, Pablo Samuel Caballero Cristaldo, nació en Puebla - México. 

## Trayectoria

### Como futbolista
Empezó en la escuela de fútbol 8 de Diciembre de Julio Zayas y de ahí pasó al club 22 de Septiembre donde debutó a los 14 años en el equipo principal con 3 goles en su primer partido como jugador profesional en la liga Encarnacena de fútbol.
A los 17 años estaba jugando en el club Tacuary de Coronel Bogado cuando hubo un encuentro deportivo muy importante contra el Club Cerro Porteño de Asunción y fue ahí cuando el Dr. Magno Ferreira Falcón Presidente del club en ese tiempo lo vio jugar y ahí mismo compró su pase definitivo para el Club Cerro Porteño, Pablo Caballero con sus 17 años ya estaba jugando con el equipo de primera del Club Cerro Porteño y Copa Libertadores en ese año 1990 estuvo 4 años jugando en Cerro Porteño, también estuvo por el Club Atlético Colegiales, Club Presidente Hayes, Club Sportivo Luqueño y por último en el Club Guaraní donde salió campeón en el año 1996 consiguiendo así su primera transferencia internacional al club Everton de Viña del Mar en el año 1997, luego pasó a jugar en los equipos del Club Deportivo Palestino 1998 y en el mismo año fue a préstamo al Real Sociedad de Zacatecas de México, como no hubo acuerdo en su negociación definitiva en México volvió a Chile al Club Deportivo Huachipato de la ciudad de Talcahuano, en la provincia de Concepción, sur de Chile donde jugó todo el año 1999 saliendo mejor jugador delantero del año en el fútbol Chileno, siendo así un jugador muy cotizado en el año 2000 queriendo contratarlo los equipos de Colo Colo, Universidad de Chile, Universidad Católica y Cobreloa hasta que este último quedó con el traspaso de su pase al Club de Deportes Cobreloa, pero 3 meses después de haber llegado a Cobreloa aparece el equipo de México, Pumas la UNAM donde pasó solo un torneo porque inmediatamente después lo contrató el Club Puebla, también de México.
En 2003 volvió a Paraguay para jugar nuevamente en Cerro Porteño, solo que quedó suspendida su carrera por el tiempo de 1 año, tras una operación en la rodilla.
Siguió su recuperación en el Club Sportivo Luqueño, pero consiguió volver a jugar competitivamente en la Universidad Católica de Chile, disputando un torneo y de ahí pasó al Club Deportivo Municipal Limeño de El Salvador, también por un torneo, volviendo luego por un periodo corto para la Copa Sudamericana 2005 con el Club Sport Alianza Atlético Sullana de Perú , y ya por último termina su carrera futbolística Club Atlético Boca Unidos de Argentina, mientras ya estaba estudiando en la ciudad de Posadas, Misiones, Argentina para ser director técnico de fútbol, recibiendo el título de DIRECTOR TÉCNICO NACIONAL DE FÚTBOL de la ATFA (Asociación de Técnicos del Fútbol Argentino), en el año 2006.

### Como entrenador
Debutó como técnico en el Club Universal saliendo Campeón con el Club, luego dirigió Club 1.º de Marzo y de ahí pasó a dirigir el Club Atlético 3 de Febrero de la Primera División de Paraguay por un corto periodo en el año 2009.
Ya en el año 2010 va a dirigir el Independiente de Campo Grande de la División Intermedia saliendo vicecampeón y consiguiendo así el ascenso a la Primera División de Paraguay, también recibió el premio como Técnico revelación del año. Siguió con el Independiente de Campo Grande por un año más todo el 2011 manteniéndolo en primera y luego fue contratado a dirigir en el año 2012 el Club Guaraní, por un torneo de ahí pasa al Club Sportivo Luqueño el siguiente torneo clausura del 2012, luego va al Club Sportivo Carapeguá en el año 2013 y al 12 de Octubre Football Club de la División Intermedia logrando ser Vicecampeón nuevamente y el ascenso a la Primera División de Paraguay, en el año 2014 dirigió al Club Rubio Ñu, luego nuevamente vuelve al Club Sportivo Luqueño consiguiendo clasificar a la Copa Sudamericana del año 2015, estuvo en los comienzos de torneo apertura 2015 en el Club Sportivo Luqueño para luego pasar a dirigir al Club Sportivo San Lorenzo y de ahí ir hasta Bolivia a dirigir al Club The Strongest.
En 2016 volvió a Asunción para tomar el mando del Club Nacional (Paraguay), por un torneo. En 2017 dirigió al Caacupé Football Club de la División Intermedia de Paraguay, para luego pasar al Sport Boys Warnes de Bolivia, donde dirigió la Copa Libertadores 2017, fue destituido por malos resultados y actualmente dirige al Guaraní de Fram de la Segunda División de Paraguay.

## Clubes

### Como jugador
| Club                       | País        | Año       |
| -------------------------- | ----------- | --------- |
| Cerro Porteño              | Paraguay    | 1992-1995 |
| Colegiales                 | Paraguay    | 1996      |
| Guaraní                    | Paraguay    | 1996      |
| Everton                    | Chile       | 1997      |
| Real Sociedad de Zacatecas | México      | 1997      |
| Palestino                  | Chile       | 1998      |
| Huachipato                 | Chile       | 1999      |
| Cobreloa                   | Chile       | 2000      |
| Pumas de la UNAM           | México      | 2000      |
| Puebla                     | México      | 2001-2003 |
| Cerro Porteño              | Paraguay    | 2003      |
| Sportivo Luqueño           | Paraguay    | 2004      |
| Universidad Católica       | Chile       | 2004      |
| Alianza Atlético           | Perú        | 2005      |
| C.D. Municipal Limeño      | El Salvador | 2005      |
| 3 de febrero               | Paraguay    | 2006      |
| Boca Unidos                | Argentina   | 2007      |

### Como entrenador
| Club                 | País     | Año         |
| -------------------- | -------- | ----------- |
| 3 de febrero         | Paraguay | 2009        |
| Independiente CG     | Paraguay | 2010 - 2011 |
| Guaraní              | Paraguay | 2012        |
| Sportivo Luqueño     | Paraguay | 2012 - 2013 |
| Sportivo Carapeguá   | Paraguay | 2013        |
| 12 de Octubre        | Paraguay | 2013        |
| Rubio Ñu             | Paraguay | 2014        |
| Independiente CG     | Paraguay | 2014        |
| Sportivo Luqueño     | Paraguay | 2014 - 2015 |
| San Lorenzo          | Paraguay | 2015        |
| The Strongest        | Bolivia  | 2015 - 2016 |
| Independiente CG     | Paraguay | 2016        |
| Nacional             | Paraguay | 2016        |
| Caacupé FBC          | Paraguay | 2017        |
| Sport Boys           | Bolivia  | 2017        |
| 22 de Septiembre FBC | Paraguay | 2017        |
| Independiente        | Paraguay | 2017 - 2018 |
| Deportivo Capiatá    | Paraguay | 2018        |
| Deportivo Santaní    | Paraguay | 2019        |
| Resistencia SC       | Paraguay | 2021        |
| Fernando de la Mora  | Paraguay | 2022        |
| Rubio Ñu             | Paraguay | 2022 - 2023 |
| Deportivo Santaní    | Paraguay | 2023        |
| Independiente CG     | Paraguay | 2023        |
| Resistencia SC       | Paraguay | 2024        |
| 12 de Octubre        | Paraguay | 2024        |
| Guaraní de Fram      | Paraguay | 2025        |